# Морди (Польща)
Мо́рди (пол. Mordy) — місто в східній Польщі. Належить до Седлецького повіту Мазовецького воєводства.

## Історія
1523 року вперше згадується православна церква в Мордах.

## Населення
Демографічна структура станом на 31 березня 2011 року:
|          | Загалом | Допрацездатний вік | Працездатний вік | Постпрацездатний вік |
| -------- | ------- | ------------------ | ---------------- | -------------------- |
| Чоловіки | 899     | 189                | 632              | 78                   |
| Жінки    | 946     | 196                | 561              | 189                  |
| Разом    | 1845    | 385                | 1193             | 267                  |